# Arthold von Belley

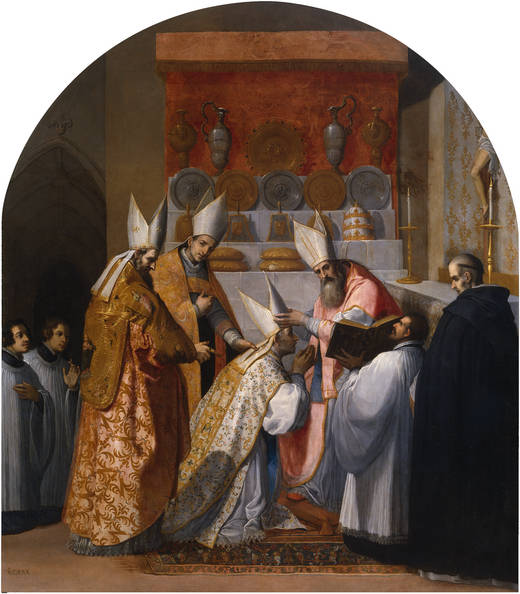
Bischofsweihe

Arthold von Belley (* 1101 auf Schloss Sothonod in Valromey, Frankreich; † 6. Oktober 1206 in der Kartause Arvières in Lochieu bei Annecy, Frankreich), auch Artoldus oder Arthaud, war Bischof von Belley und Kartäuser.

## Leben
Arthold wurde in eine Adelsfamilie in Verona, Italien geboren, arbeitete in der Jugend am Hof von Amadeus III. von Savoyen und trat 1123 in die Kartause Portes ein. Prior war zu dieser Zeit Bernardus. Er wurde von Guigo I., Prior der Grande Chartreuse, beauftragt, die Kartause Arvières zusammen mit sechs Mitbrüdern zu gründen und ihr als erster Prior vorzustehen. 1184 wurde er Bischof von Belley. 1190 erlaubte Papst Clemens III., dass er sein Amt als Bischof zurückgeben konnte, und er ging nach Arvières zurück.

## Gedenken
Sein Gedenktag ist der 6. Oktober und im Kartäuserorden der 8. Oktober. Im Kartäuserorden wird das Fest seit 1859 begangen.